# Agelenopsis oregonensis
Agelenopsis oregonensis är en spindelart som beskrevs av Chamberlin och Ivie 1935. Agelenopsis oregonensis ingår i släktet Agelenopsis och familjen trattspindlar. Inga underarter finns listade i Catalogue of Life.